# Rjóta Morioka
Rjóta Morioka (* 12. duben 1991) je japonský fotbalista.

## Klubová kariéra
Hrával za Vissel Kobe, Śląsk Wrocław.

## Reprezentační kariéra
Rjóta Morioka odehrál za japonský národní tým v roce 2014 celkem 2 reprezentační utkání.

## Statistiky
| Japonsko | Japonsko | Japonsko |
| Roky     | Záp.     | Góly     |
| -------- | -------- | -------- |
| 2014     | 2        | 0        |
| 2015     | 0        | 0        |
| 2016     | 0        | 0        |
| 2017     | 2        | 0        |
| 2018     | 1        | 0        |
| Celkem   | 5        | 0        |